# Agent (program telewizyjny)
Agent (w latach 2016–2019: Agent – Gwiazdy) – polski program telewizyjny typu reality show oparty na belgijskim formacie De Mol, emitowany w latach 2000–2002 i 2016–2019 na antenie telewizji TVN. Program często uznawany jest za pierwszy polski reality show.
W latach 2000–2002 program był produkowany samodzielnie przez TVN, a w latach 2016–2019 producentem wykonawczym była firma Jake Vision.

## Zasady programu
W programie brało udział kilkunastu uczestników, którzy wyjeżdżali za granicę. Ich zadaniem było wykonywanie określonych zadań: fizycznych lub umysłowych, za które była przewidziana określona suma pieniędzy. Wśród nich był Agent, tj. jedna osoba wytypowana przez producentów programu, której zadaniem było przeszkadzać pozostałym uczestnikom w zdobyciu pieniędzy do puli osoby wygranej i jednocześnie nie dać się wykryć.
Każdy odcinek zawierał relację z zazwyczaj trzech zadań, które były w rzeczywistości wykonywane przez dwa dni. Na koniec każdego odcinka wszyscy zawodnicy (od czwartej edycji z wyłączeniem osób, które zdobyły wcześniej zielony immunitet i go wykorzystały w tym momencie) odpowiadali na kilkanaście pytań dotyczących Agenta. Osoba, która udzieliła najmniej poprawnych odpowiedzi, odpadała z programu. Od czwartej edycji istniała także możliwość natrafienia na specjalny krążek (tzw. joker), który w teście o Agencie wycofywał jedną błędną odpowiedź, zwiększając szansę danej osoby na pozostanie w programie. W szóstej edycji został dodany tzw. czarny immunitet, który anulował wszystkie użyte w danym odcinku jokery i immunitety (w efekcie czego osoba, która wykorzystała zielony immunitet w danym odcinku została poproszona o napisanie testu). W pierwszych trzech edycjach uczestnicy dowiadywali się o wynikach testu na uroczystej kolacji, poprzez otwarcie koperty, w której znajdowało się zielone piórko oznaczające pozostanie w programie lub czerwone piórko oznaczające eliminację. W edycjach 4–7 wyniki testu ogłaszała prowadząca, Kinga Rusin.
Po kilkudziesięciu dniach w grze troje najlepszych zawodników, którzy w finałowej walce odpowiadali na 50 pytań dotyczących całego pobytu i działalności Agenta. Na rozstrzygającej wszystko kolacji finaliści, którym towarzyszyli wszyscy wcześniej wyeliminowani uczestnicy, otwierali koperty, w których znajdowały się trzy kolory piórek – zielone, wskazujące zwycięzcę, czerwone – przegranego i czarne – określające Agenta.
W czwartej edycji Agent, na prośbę prowadzącej, ujawniał się sam, natomiast finaliści otrzymali koperty, a wyciągnięta karta z wydrukowaną kwotą, która stanowi wygraną, oznaczała zwycięstwo. W piątej edycji trójka finalistów, na prośbę prowadzącej, otworzyła koperty; w jednej z niej znajdowało się czarne piórko wskazujące Agenta. Pozostałych dwoje uczestników dostało koperty; zwycięzca w środku znalazł zielone piórko, a przegrany – czerwone. W szóstej edycji Agent ujawnił się przez pojawienie się na ekranie w kapturze, po czym wszedł do studia. Pozostała dwójka była oświetlona czerwonym i zielonym światłem. Dodatkowo, zwycięzca szóstej i siódmej edycji otrzymali dodatkowo 10 000 zł za posiadanie Złotego Jokera.
Epilog (2000–2002)
Po paru miesiącach uczestnicy spotykali się w Polsce (np. w Warszawie, Krakowie) w programie Agent – Epilog, w którym nagrodą była tym razem dwutygodniowa wycieczka do miejsca, gdzie realizowana była dana edycja programu.

## Emisja programu
| Edycja            | Edycja | Odcinki    | Odcinki    | Sezon       | Premiera             | Finał           | Pora emisji                                        | Średnia oglądalność w telewizji |
| ----------------- | ------ | ---------- | ---------- | ----------- | -------------------- | --------------- | -------------------------------------------------- | ------------------------------- |
| „Agent”           |        |            |            |             |                      |                 |                                                    |                                 |
| 1.                | 1.     | 1–10 (10)  | 1–10 (10)  | jesień 2000 | 29 października 2000 | 1 stycznia 2001 | niedziela 20.45                                    | 2 642 092                       |
| 2.                | 2.     | 11–20 (10) | 11–20 (10) | zima 2002   | 6 stycznia 2002      | 10 marca 2002   | niedziela 20.45                                    | brak danych                     |
| 3.                | 3.     | 21–30 (10) | 21–30 (10) | jesień 2002 | 9 października 2002  | 15 grudnia 2002 | środa 21.00 (odc. 1–4) niedziela 20.50 (odc. 5–10) | brak danych                     |
| „Agent – Gwiazdy” |        |            |            |             |                      |                 |                                                    |                                 |
| 1.                | 4.     | 1–13 (13)  | 31–43 (13) | wiosna 2016 | 23 lutego 2016       | 17 maja 2016    | wtorek 21.30                                       | 1 741 906                       |
| 2.                | 5.     | 14–26 (13) | 44–56 (13) | wiosna 2017 | 14 lutego 2017       | 16 maja 2017    | wtorek 21.30                                       | 1 640 970                       |
| 3.                | 6.     | 27–39 (13) | 57–69 (13) | wiosna 2018 | 21 lutego 2018       | 16 maja 2018    | środa 21.30                                        | 1 185 061                       |
| 4.                | 7.     | 40–52 (13) | 70–82 (13) | wiosna 2019 | 27 lutego 2019       | 22 maja 2019    | środa 21.30                                        | 1 186 953                       |

W czasie drugiej edycji odsłony „Agent – Gwiazdy” w Internecie udostępniano dodatkowe materiały towarzyszące głównym wydaniom programu pod nazwą Agent – Gwiazdy. Więcej

## Uczestnicy i wyniki rozgrywki
| Podsumowanie wyników |        |      |                                |                |            |                         |                      |
| Edycja               | Edycja | Rok  | Kraj                           | Pula nagród    | Wygrana    | Zwycięzca               | Agent                |
| „Agent”              |        |      |                                |                |            |                         |                      |
| 1.                   | 1.     | 2000 | Francja                        | 200 000 zł     | 111 400 zł | Liwia Kwiecień          | Agnieszka Królak     |
| 2.                   | 2.     | 2001 | Hiszpania                      | 250 000 zł     | 125 000 zł | Bartosz Arłukowicz      | Mirosław Pasek       |
| 3.                   | 3.     | 2002 | Portugalia                     | 300 000 zł     | 121 500 zł | Małgorzata Goździkowska | Mirosław Grześkowiak |
| „Agent – Gwiazdy”    |        |      |                                |                |            |                         |                      |
| 1.                   | 4.     | 2016 | Południowa Afryka              | ok. 150 000 zł | 68 400 zł  | Antoni Królikowski      | Hubert Urbański      |
| 2.                   | 5.     | 2017 | Argentyna                      | ok. 175 000 zł | 71 200 zł  | Daria Ładocha           | Odeta Moro           |
| 3.                   | 6.     | 2018 | Hongkong / Bali (Indonezja)    | ok. 280 000 zł | 83 300 zł  | Michał Mikołajczak      | Ilona Ostrowska      |
| 4.                   | 7.     | 2019 | Wyspy Kanaryjskie ( Hiszpania) | ok. 200 000 zł | 81 900 zł  | Damian Kordas           | Maria Sadowska       |

### Pierwsza edycja („Agent”, 2000)
Uczestnikami pierwszej edycji programu byli: Agnieszka, Danuta, Izabela, Izolda, Jakub, Jerzy, Liwia, Małgorzata, Piotr, Remigiusz, Romuald, Wojciech.
| Wyniki rozgrywki |                     |         |
| Miejsce          | Imię uczestnika     | Wiek    |
| 1.               | Liwia Kwiecień      | 28 lat  |
| 2.               | Jerzy Pankowski     | 48 lat  |
| 3.               | Remigiusz Małecki   | 23 lata |
| 4.               | Jakub Anduła        | 26 lat  |
| 5.               | Izabela Lubas       | 49 lat  |
| 6.               | Małgorzata Borowska | 34 lata |
| 7.               | Danuta Leśniak      | 41 lat  |
| 8.               | Izolda Sanetra      | 33 lata |
| 9.               | Piotr Szyszko       | 37 lat  |
| 10.              | Romuald Cichos      | 45 lat  |
| 11.              | Wojciech Gibas      | 26 lat  |
| Agent            | Agnieszka Królak    | 25 lat  |

### Druga edycja („Agent”, 2001)
Uczestnikami drugiej edycji programu byli: Barbara, Bartosz, Beata, Daniel, Dariusz, Dorota, Hanna, Joanna, Jolanta, Mirosław, Roman, Wojciech.
| Wyniki rozgrywki |                 |         |
| Miejsce          | Imię uczestnika | Wiek    |
| 1.               | Bartosz         | 30 lat  |
| 2.               | Hanna           | 42 lata |
| 3.               | Roman           | 42 lata |
| 4.               | Dorota          | 31 lat  |
| 5.               | Joanna          | 29 lat  |
| 6.               | Dariusz         | 35 lat  |
| 7.               | Beata           | 25 lat  |
| 8.               | Wojciech        | 35 lat  |
| 9.               | Jolanta         | 30 lat  |
| 10.              | Barbara         | 44 lata |
| 11.              | Daniel          | 29 lat  |
| Agent            | Mirosław        | 29 lat  |

### Trzecia edycja („Agent”, 2002)
Uczestnikami trzeciej edycji programu byli: Adam, Alżbeta („Beta”), Aneta, Artur, Grażyna, Kamila, Małgorzata, Mirosław, Przemysław, Ryszard, Teresa, Wojciech.
| Wyniki rozgrywki |                 |         |
| Miejsce          | Imię uczestnika | Wiek    |
| 1.               | Małgorzata      | 41 lat  |
| 2.               | Wojciech        | 36 lat  |
| 3.               | Grażyna         | 26 lat  |
| 4.               | Ryszard         | 25 lat  |
| 5.               | Przemysław      | 22 lata |
| 6.               | Teresa          | 40 lat  |
| 7.               | Aneta           | 20 lat  |
| 8.               | Beta            | 21 lat  |
| 9.               | Adam            | 29 lat  |
| 10.              | Artur           | 29 lat  |
| 11.              | Kamila          | 26 lat  |
| Agent            | Mirosław        | 43 lata |

### Czwarta edycja („Agent – Gwiazdy”, 2016)
Uczestnikami czwartej edycji programu byli: Tamara Gonzalez Perea, Joanna Jabłczyńska, Antoni Królikowski, Rafał Maślak, Monika Mrozowska, Tomasz Oświeciński, Eva Halina Rich, Maciej Sieradzky, Kamila Szczawińska, Sylwia Szostak, Michał Szpak, Dominika Tajner-Wiśniewska, Hubert Urbański, Piotr „Vienio” Więcławski.
| Wyniki rozgrywki |                            |
| Miejsce          | Uczestnik                  |
| 1.               | Antoni Królikowski         |
| 2.               | Tamara Gonzalez Perea      |
| 3.               | Joanna Jabłczyńska         |
| 4.               | Dominika Tajner-Wiśniewska |
| 5.               | Monika Mrozowska           |
| 6.               | Tomasz Oświeciński         |
| 7.               | Sylwia Szostak             |
| 8.               | Eva Halina Rich            |
| 9.               | Maciej Sieradzky           |
| 10.              | Michał Szpak               |
| 11.              | Kamila Szczawińska         |
| 12.              | Piotr „Vienio” Więcławski  |
| 12.              | Rafał Maślak               |
| Agent            | Hubert Urbański            |

### Piąta edycja („Agent – Gwiazdy”, 2017)
Uczestnikami piątej edycji programu byli: Alan Andersz, Michał Będźmirowski, Julita „Jula” Fabiszewska, Olga Frycz, Joanna Jędrzejczyk, Piotr Kędzierski, Jarosław Kret, Daria Ładocha, Mateusz Maga, Odeta Moro, Tomasz „Niecik” Niecikowski, Agnieszka Rylik, Marek Włodarczyk, Edyta Zając.
| Wyniki rozgrywki |                             |
| Miejsce          | Uczestnik                   |
| 1.               | Daria Ładocha               |
| 2.               | Jarosław Kret               |
| 3.               | Alan Andersz                |
| 3.               | Piotr Kędzierski            |
| 5.               | Marek Włodarczyk            |
| 6.               | Edyta Zając                 |
| 7.               | Olga Frycz                  |
| 8.               | Joanna Jędrzejczyk          |
| 9.               | Tomasz „Niecik” Niecikowski |
| 10.              | Mateusz Maga                |
| 11.              | Julita „Jula” Fabiszewska   |
| 12.              | Agnieszka Rylik             |
| 13.              | Michał Będźmirowski         |
| Agent            | Odeta Moro                  |

### Szósta edycja („Agent – Gwiazdy”, 2018)
Uczestnikami szóstej edycji programu byli: Beniamin Andrzejewski, Ryszard „Peja” Andrzejewski, Victor Borsuk, Tomasz Ciachorowski, Karolina Ferenstein-Kraśko, Jan Kuroń, Anna Lucińska, Michał Mikołajczak, Maciej Myszkowski, Ilona Ostrowska, Anna Skura, Piotr Świerczewski, Maja Włoszczowska, Julia Wróblewska.
| Wyniki rozgrywki |                             |
| Miejsce          | Uczestnik                   |
| 1.               | Michał Mikołajczak          |
| 2.               | Karolina Ferenstein-Kraśko  |
| 3.               | Tomasz Ciachorowski         |
| 4.               | Piotr Świerczewski          |
| 5.               | Ryszard „Peja” Andrzejewski |
| 6.               | Anna Lucińska               |
| 7.               | Maja Włoszczowska           |
| 8.               | Julia Wróblewska            |
| 9.               | Beniamin Andrzejewski       |
| 10.              | Anna Skura                  |
| 11.              | Jan Kuroń                   |
| 12.              | Maciej Myszkowski           |
| 13.              | Victor Borsuk               |
| Agent            | Ilona Ostrowska             |

### Siódma edycja („Agent – Gwiazdy”, 2019)
Uczestnikami siódmej edycji programu byli: Krystyna Czubówna, Aleksander Doba, Andrzej Gołota, Mariola Gołota, Edyta Górniak, Rafał Jonkisz, Violetta Kołakowska, Damian Kordas, Michał Koterski, Wiktor Mrozik, Angelika Mucha, Agata Nizińska, Maria Sadowska, Katarzyna Wołejnio.
| Wyniki rozgrywki |                     |
| Miejsce          | Uczestnik           |
| 1.               | Damian Kordas       |
| 2.               | Michał Koterski     |
| 3.               | Violetta Kołakowska |
| 4.               | Angelika Mucha      |
| 5.               | Katarzyna Wołejnio  |
| 6.               | Wiktor Mrozik       |
| 7.               | Rafał Jonkisz       |
| 8.               | Andrzej Gołota      |
| 9.               | Mariola Gołota      |
| 10.              | Agata Nizińska      |
| 11.              | Aleksander Doba     |
| 12.              | Edyta Górniak       |
| 12.              | Krystyna Czubówna   |
| Agent            | Maria Sadowska      |

## Oglądalność w telewizji
Dane dotyczące oglądalności zostały oparte na badaniach przeprowadzonych przez Nielsen Audience Measurement i dotyczą wyłącznie oglądalności premiery telewizyjnej – nie uwzględniają oglądalności powtórek, wyświetleń w serwisach VOD (np. Player) itd.
| Odcinek | „Agent”                          | „Agent”                     | „Agent”                       | „Agent – Gwiazdy”            | „Agent – Gwiazdy”            | „Agent – Gwiazdy”            | „Agent – Gwiazdy”           |
| Odcinek | I edycja (jesień–zima 2000)      | II edycja (zima 2001)       | III edycja (jesień 2002)      | I edycja (wiosna 2016)       | II edycja (wiosna 2017)      | III edycja (wiosna 2018)     | IV edycja (wiosna 2019)     |
| ------- | -------------------------------- | --------------------------- | ----------------------------- | ---------------------------- | ---------------------------- | ---------------------------- | --------------------------- |
| Prolog  | 750 966 (22 października 2000)   | 2 066 911 (30 grudnia 2001) | (2 października 2002)         | –                            | –                            | –                            | –                           |
| 1       | 1 325 572 (29 października 2000) | (6 stycznia 2002)           | (9 października 2002)         | 1 917 017 (23 lutego 2016)   | 1 545 044 (14 lutego 2017)   | 1 433 740 (21 lutego 2018)   | 1 249 080 (27 lutego 2019)  |
| 2       | 1 614 146 (5 listopada 2000)     | (13 stycznia 2002)          | (16 października 2002)        | 1 789 519 (1 marca 2016)     | 1 399 785 (21 lutego 2017)   | 1 282 749 (28 lutego 2018)   | 1 260 129 (6 marca 2019)    |
| 3       | 2 045 673 (12 listopada 2000)    | (20 stycznia 2002)          | (23 października 2002)        | 1 914 810 (8 marca 2016)     | 1 670 811 (28 lutego 2017)   | 1 167 690 (7 marca 2018)     | 1 078 896 (13 marca 2019)   |
| 4       | 2 272 336 (19 listopada 2000)    | (27 stycznia 2002)          | (30 października 2002)        | 1 675 238 (15 marca 2016)    | 1 670 129 (7 marca 2017)     | 1 087 365 (14 marca 2018)    | 1 413 750 (20 marca 2019)   |
| 5       | 2 836 796 (26 listopada 2000)    | (3 lutego 2002)             | (10 listopada 2002)           | 1 764 481 (22 marca 2016)    | 1 708 061 (14 marca 2017)    | 1 320 163 (21 marca 2018)    | (27 marca 2019)             |
| 6       | 2 970 383 (3 grudnia 2000)       | (10 lutego 2002)            | 1,745 mln (17 listopada 2002) | 1 929 158 (29 marca 2016)    | 1 674 899 (21 marca 2017)    | 1 135 744 (28 marca 2018)    | 1 445 008 (3 kwietnia 2019) |
| 7       | 3 176 907 (10 grudnia 2000)      | (17 lutego 2002)            | (24 listopada 2002)           | 1 614 162 (5 kwietnia 2016)  | 1 584 154 (28 marca 2017)    | 1 179 287 (4 kwietnia 2018)  | (10 kwietnia 2019)          |
| 8       | 3 229 112 (17 grudnia 2000)      | (24 lutego 2002)            | (1 grudnia 2002)              | 1 647 285 (12 kwietnia 2016) | 1 638 031 (4 kwietnia 2017)  | 1 058 645 (11 kwietnia 2018) | (17 kwietnia 2019)          |
| 9       | 3 112 764 (25 grudnia 2000)      | (3 marca 2002)              | (8 grudnia 2002)              | 1 666 626 (19 kwietnia 2016) | 1 654 593 (11 kwietnia 2017) | 1 206 622 (18 kwietnia 2018) | (24 kwietnia 2019)          |
| 10      | 3 837 233 (1 stycznia 2001)      | (10 marca 2002)             | (15 grudnia 2002)             | 1 486 485 (26 kwietnia 2016) | 1 627 622 (18 kwietnia 2017) | 1 123 976 (25 kwietnia 2018) | (1 maja 2019)               |
| 11      | –                                | –                           | –                             | 1 518 932 (3 maja 2016)      | 1 664 782 (25 kwietnia 2017) | 915 962 (2 maja 2018)        | (8 maja 2019)               |
| 12      | –                                | –                           | –                             | 1 591 276 (10 maja 2016)     | 1 469 625 (9 maja 2017)      | 1 146 260 (9 maja 2018)      | (15 maja 2019)              |
| 13      | –                                | –                           | –                             | 2 095 001 (17 maja 2016)     | 1 918 435 (16 maja 2017)     | 1 345 767 (16 maja 2018)     | 1 334 470 (22 maja 2019)    |
| Epilog  | 3 387 840 (7 stycznia 2001)      | (17 marca 2002)             | (22 grudnia 2002)             | –                            | –                            | –                            | –                           |
| Średnia | 2 642 092                        |                             |                               | 1 741 906                    | 1 640 970                    | 1 185 061                    | 1 186 953                   |